# Hydrachna canadensis
Hydrachna canadensis är en kvalsterart som beskrevs av Marshall 1929. Hydrachna canadensis ingår i släktet Hydrachna och familjen Hydrachnidae. Inga underarter finns listade i Catalogue of Life.